# Take as Needed for Pain
Take as Needed for Pain (с англ. — «Принимайте по мере необходимости от боли») — второй студийный альбом американской сладж-метал группы Eyehategod, выпущенный 22 ноября 1993 года на лейбле Century Media Records. Данный альбом для участников группы считается тем, в котором их звучание «впервые полностью окрепло».
Альбом был переиздан в 2006 году лейблом Century Media в честь 20-летия со дня выпуска; переиздание включало 6 бонус-треков взятые из сингла (7 дюймов) и разных сплитов с другими группами.

## Об альбоме

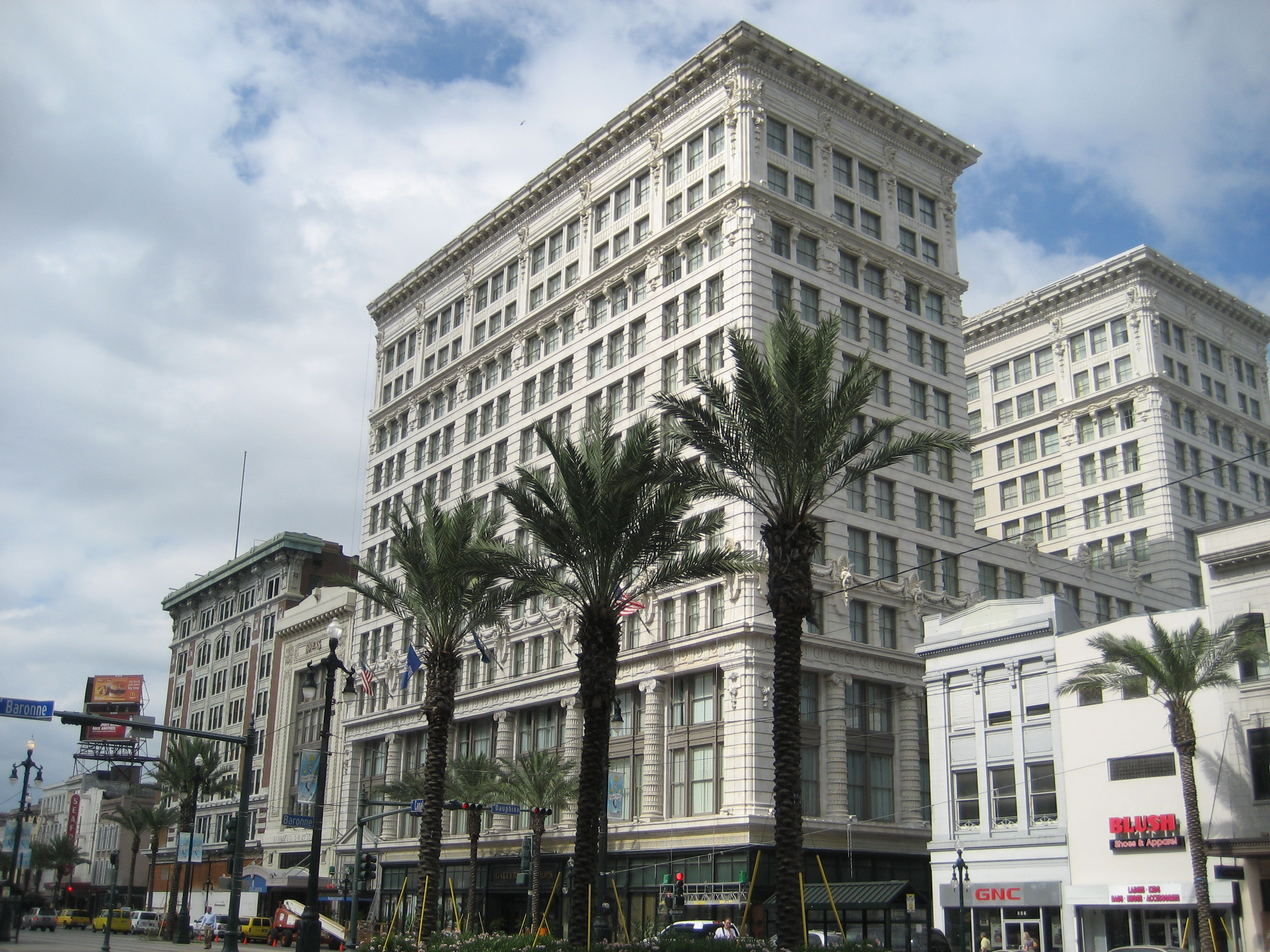
Здание Maison Blanche на Канал-стрит

В 1992 году Century Media подписала контракт с Eyehategod на пять альбомов и переиздала их дебютный альбом In the Name of Suffering, выпущенный ещё в 1990 году. В том же году группа гастролировала по Европе с Crowbar, в котором Джимми Бауэр тогда играл на барабанах.
Ещё во время этого тура по переизданию дебютного альбома группа рассталась с басистом Стивеном Дейлом, чьё место занял предыдущий гитарист группы Марк Шульц. Без второго гитариста группа отыграла несколько концертов, но пришла к выводу, что это не соответствует их звучанию. Таким образом, Брайан Паттон из Soilent Green стал вторым гитаристом группы, а Марк Шульц пока оставался басистом. Бауэр и Уильямс знали Брайана Паттона с раннего детства, и он ранее играл в совместной группе Drip.
В 1993 году, после завершения гастролей и возвращения в Новый Орлеан, можно было начать студийную работу над вторым альбомом. Майк IX Уильямс, ставший бездомным после окончания тура, спал в комнате над стриптиз-клубом Big Daddy’s, который находился всего в нескольких кварталах от студии. Studio 13 располагалась на 13-м этаже здания Maison Blanche, бывшего универмага на Канал-стрит, одной из главных магистралей Нового Орлеана. Другая комната для записи студии одновременно использовалась членами Cash Money Records . Гангста-рэперы проводили часть своего свободного времени вместе с Eyehategod, а Марк Шульц работал с рэперами над несколькими музыкальными клипами.
Оглядываясь назад, Джои Лаказ назвал Take as Needed for Pain первым альбомом, который группа восприняла всерьёз. Вокалист Майк Уильямс также подчеркнул, что работа над Take as Needed for Pain, в плане написания песен, была ориентирована на конкретный стиль. Кроме того, Паттон, Уильямс и Шульц назвали Take as Needed for Pain, вероятно, лучшим альбомом Eyehategod.
После релиза группа гастролировала по всему миру, в том числе с Chaos UK, Buzzov-en, White Zombie и Corrosion of Conformity. Брайан Паттон дебютировал в своей группе Soilent Green после тура, Майк Уильямс начал работать в журнале «Metal Maniacs», а Джим Бауэр сыграл на барабанах в дебюте супергруппы Down, а затем в альбоме Crowbar Broken Glass.

## Сочинение

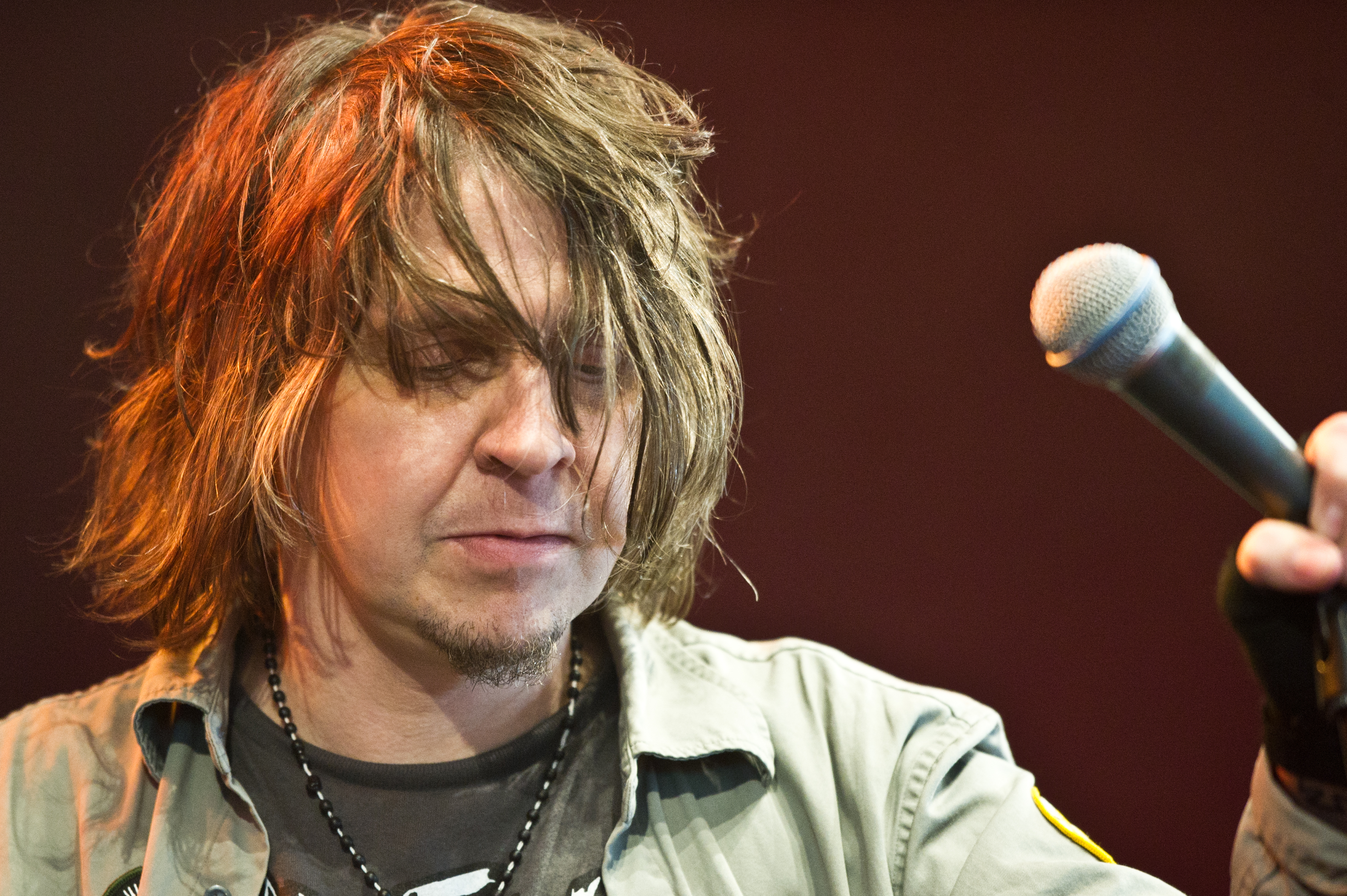
Вокалист Майк IX Уильямс в 2011 году на фестивале в Роскилле

Музыка к песням «Sisterfucker», «White Nigger» и «Kill Your Boss» была написана Паттоном, Бауэром и Шульцем ещё за несколько месяцев до того, как альбом был записан. Оглядываясь назад, Бауэр предполагает, что в течение 10 минут он написал песни «White Nigger» и «Sisterfucker» вместе с Шульцем. Паттон и Бауэр писали «Crime Against Skin», «Blank» и «Take as Needed for Pain» в течение суток незадолго до записи. Композиция, похожее по стилю на эмбиент, «Disturbance» было полностью написано Лаказом. Тексты и названия песен почти все принадлежат Майку IX Уильямсу. Только название песни «Laugh It Off», которая неизменно состояла из семпла смеха, была вырезана и добавлена продюсером Робинсоном Миллзом без ведома группы. 

Он взял на себя смелость назвать последний трек «Laugh It Off». Так что после всех этих названий, таких как «Sisterfucker», «White Nigger», «Crimes Against Skin», ладно, но, ох, «Laugh It Off». Это пиздец как тупо! Я был зол, но это уже не имеет значения […].— Цитата Майкла Уильямса в книге Дж. Беннетта "Hazardous Prescription"
В 2013 году песня «White Nigger» была официально переименована в «White Neighbor» во время репетиции с барабанщиком группы Melvins Дейлом Кровером.

## Стиль
Уильям Йорк, рецензент AllMusic описывает стиль Take as Needed for Pain как типичный для Eyehategod. Смесь дум-метала и хардкор-панка с медленными гитарами, непонятным вокалом и постоянным фидбэком. Однако, по сравнению с предыдущим альбомом In the Name of Suffering, гитары были особенно тёплыми и запоминающимися. В целом, Take as Needed for Pain — это первый альбом, демонстрирующий типичный блюз-рок под влиянием Black Sabbath. Певец Майк IX Уильямс также помещает группу в аналогичный контекст.

Мы всегда просто думали о группе как о южно-хардкорном блюзе, потому что это так и есть. Блюз, современный наркоманский и пропитанный алкоголем ёбанный БЛЮЗ!..— Майк IX Уильямс, примечания к альбому в буклете
Джеймс из The Metal Observer грубо отозвался о двух типичных структурах песен, с одной стороны, медленные и тяжёлые песни, такие как «Shoplift» и «White Nigger», а с другой стороны, хардкорные, такие как «Sisterfucker Pt. 1» и «Take as Needed for Pain».

## Критический приём
| Оценки критиков | Оценки критиков |
| Источник        | Оценка          |
| --------------- | --------------- |
| Allmusic        | [ 11 ]          |

Take as Needed for Pain получил высокую оценку с момента своего выпуска в 1993 году и считается многими одним из лучших альбомов группы. По словам Майка IX Уильямса, это был любимый альбом почти всех участников группы, и его любимое название альбома, за исключением Record Collectors Are Pretentious Assholes группы Poison Idea. Веб-сайт Metalnews.de в предисловии к интервью с вокалистом Майком IX Уильямсом называет Take as Needed for Pain классикой группы. Также Ли Стедхэм из Satan Stole My Teddybear называет данный альбом лучшим у группы. Уильям Йорк из AllMusic также подтверждает это впечатление, но также и указывает на то, что «вы вряд ли сможете отличить песни друг от друга». Такое же мнение поддерживают на сайте DeadTide.com: «Давайте посмотрим правде в глаза: если вы слышали хотя бы одну песню Eyehategod, то вы слышали… большинство из них».
В 2009 году альбом был выбран в качестве альбома номер 1 в жанре «сладж» в журнале Terrorizer. Комментарий из журнала: «Основное звучание как у Тони Айомми, тонущего в ванне, полной виски и грязных игл, группе может не хватать „хитов“ его преемника, но как катализатор движения он совершенно необходим». В 2016 году Metal Hammer назвали альбом в своем списке «10 основных сладж-альбомов», заявив, что альбом «поднял планку». В 2017 году Rolling Stone включил альбом под номером 92 в свой список «100 величайших метал-альбомов всех времён».

## Список композиций
Все тексты написаны Майком Уильямсом, вся музыка написана Джимми Бауэром, Джоуи Лаказом, Марком Шульцем, Брайаном Паттоном и Майком Уильямсом.
| №                   | Название                  | Длительность |
| ------------------- | ------------------------- | ------------ |
| 1.                  | «Blank»                   | 7:10         |
| 2.                  | «Sisterfucker (Part I)»   | 2:13         |
| 3.                  | «Shoplift»                | 3:17         |
| 4.                  | «White Nigger»            | 3:56         |
| 5.                  | «30$ Bag»                 | 2:51         |
| 6.                  | «Disturbance»             | 7:01         |
| 7.                  | «Take as Needed for Pain» | 6:09         |
| 8.                  | «Sisterfucker (Part II)»  | 2:39         |
| 9.                  | «Crimes Against Skin»     | 6:49         |
| 10.                 | «Kill Your Boss»          | 4:16         |
| 11.                 | «Who Gave Her the Roses»  | 2:00         |
| 12.                 | «Laugh It Off»            | 1:33         |
| Общая длительность: | Общая длительность:       | 49:33        |

| №                   | Название                                                                                                  | Длительность |
| ------------------- | --- | ------------ |
| 13.                 | «Ruptured Heart Theory» (взято из сингла Ruptured Heart Theory 7" издания Bovine Records)                 | 3:33         |
| 14.                 | «Story of the Eye» (взято из сингла Ruptured Heart Theory 7" издания Bovine Records)                      | 2:30         |
| 15.                 | «Blank/Shoplift» (взято из сингла Ruptured Heart Theory 7" издания Bovine Records)                        | 3:58         |
| 16.                 | «Southern Discomfort» (взято из сплита совместно с группой 16 издания Slap-A-Ham Records)                 | 4:24         |
| 17.                 | «Serving Time in the Middle of Nowhere» (взято из сплита совместно с группой 16 издания Ax/ction Records) | 3:20         |
| 18.                 | «Lack of Almost Everything» (взято из сплита совместно с группой 16 издания Ax/ction Records)             | 2:28         |
| Общая длительность: | Общая длительность:                                                                                       | 69:48        |

## Участники записи
| Eyehategod - Майк IX Уильямс — вокал - Брайан Паттон — соло-гитара - Джимми Бауэр — ритм-гитара - Марк Шульц — бас - Джоуи Лаказ — барабаны | Производственный персонал - Робинсон Миллз — звукорежиссёр - Перри Каннингем — ремастеринг - Том Бейгрович — художественное оформление - Чарльз Эллиот — координатор переиздания |